# Ariadna tarsalis
Ariadna tarsalis är en spindelart som beskrevs av Banks 1902. Ariadna tarsalis ingår i släktet Ariadna och familjen sexögonspindlar. Inga underarter finns listade i Catalogue of Life.